# City to City
City to City és el segon àlbum d'estudi del cantautor escocès Gerry Rafferty, publicat el 20 de Gener de 1978 per la United Artists Records. Va ser el primer llançament en solitari de Rafferty en sis anys, i el seu primer treball des del 1975, a causa de la seva pertinença anteriror a la banda Stealers Wheel i els procediments judicials posteriors que van impedir a Rafferty de llançar nous enregistraments en solitari durant els següents tres anys. L'àlbum va arribar al número 1 del Billboard 200 dels Estats Units, i al número 6 dels UK Albums Charts del Regne Unit. Es van extreure sis senzills de l'àlbum, va rebre la certificació de platí per la RIAA, que acrediten un milió de còpies venudes, i la certificació d'or per la BPI que acrediten 100.000 còpies venudes.

## Senzills
Es van extreure sis senzills de l'àlbum:

### City to City
La cançó porta el títol de l'àlbum. Rafferty es va inspirar en els seus viatges de llarga distància, de fet és el pol oposat de la cançó "Mattie's Rag", que el veu tornar a casa amb la seva filla Martha.
Escrita només per Rafferty i amb una durada de 4 minuts i 51 segons, el "uptempo" "City To City" va ser publicada en l'edició per la ràdio de 3 minuts i 44 segons amb el suport de "Mattie 's Rag" i una altra versió amb 4 minuts i 10 segons amb suport per una versió ampliada de la mateixa cançó.
Paul Jones, qui va ser el líder de Manfred Mann, va tocar l'harmònica en aquesta pista.

### Baker Street

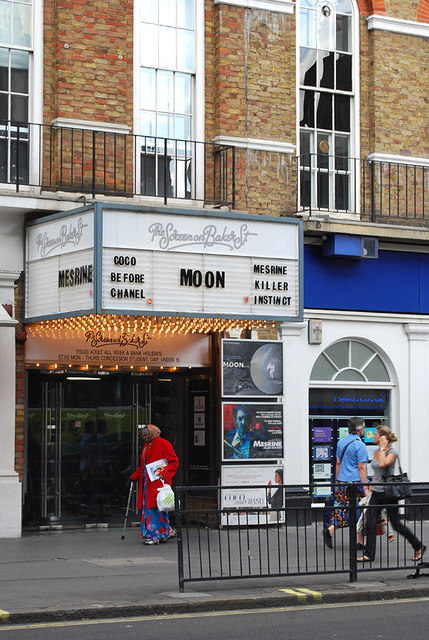
Baker Street a Londres

El senzill va arribar al número 2 dels Billboard Hot 100 i al número 3 desl UK Singles Chart. Va rebre la certificació de disc d'or per la RIAA que acrediten mig milió de còpies venudes, i també la certificació d'or per la BPI que acrediten 400 còpies venudes.
Aquesta és la més sentimental de totes les cançons de Gerry Rafferty. La lletra tracta sobre un home que somia amb ser amo d'una casa i viure lluny del seu veïnat, però està borratxo i no pot aconseguir aquest objectiu. Beu per oblidar el que no té, i mai s'adona que és una pedra rodant sense direcció.
Baker Street és un carrer real a Londres; Rafferty sovint quedava amb un amic que vivia allà. La cançó va ser el primer llançament del cantant escocès després de la resolució dels problemes legals que van envoltar la desagradable ruptura de la seva banda Stealers Wheel en 1975. En els tres anys transcorreguts, Rafferty no va poder publicar cap material a causa de disputes sobre les obligacions contractuals d'enregistrament de la banda, i el pis de Baker Street del seu amic era un lloc convenient per quedar mentre intentava alliberar-se dels seus maldecaps amb Stealers Wheel. Rafferty li va explicar a Martin Chilton al Daily Telegraph: "Tothom s'estava demandant, així que vaig passar molt de temps al tren nocturn de Glasgow a Londres per reunir-me amb advocats. Vaig conèixer un tipus que vivia en un petit apartament a prop de Baker Street ". "Ens vam asseure, vam xerrar i vam tocar la guitarra durant tota la nit".
En l'últim vers, Rafferty expressa la seva alegria quan les seves frustracions legals i financeres finalment es resolen:
Quan et despertes és un nou matí
El sol brilla, és un nou matí.
Et vas, te'n vas a casa
A la cançó apareix un dels solos de saxo més famosos de la músisca pop tocat per Raphael Ravenscroft. Rafferty va escriure la cançó amb un descans instrumental, però no tenia un instrument específic en ment. Hugh Murphy, qui va produir la cançó, va suggerir un saxofon, de manera que van portar a Ravenscroft per tocar-lo. Ravenscroft havia tocat en discos de Pink Floyd, Marvin Gaye, Abba, Alvin Lee i molts altres.
A Ravenscroft li van pagar només £ 27 per la seva contribució al saxo. El xec que li van donar va ser retornat, de manera que el músic va emmarcar el pagament inútil i el va penjar a la paret del despatx del seu advocat. Parlant en una entrevista de ràdio de 2011, Ravenscroft va dir que la cançó l'irritava. "Estic irritat perquè està desafinat", va dir. "Sí, és pla. Prou com per irritar en el millor dels casos".
El solo apareix a la fi de l'episodi dels Simpson "El saxo de Lisa", quan rep un nou saxofon després que el vell va ser destruït.
Un dels residents més famosos del carrer Baker és el detectiu fictici de Sir Arthur Conan Doyle, Sherlock Holmes. Vivia a 221-B Baker Street.
El 1992, el grup britànic Undercover va aconseguir el número 2 dels UK Singles Charts britànics amb la seva versió d'aquesta cançó.
Va ser versionada per la banda de rock Foo Fighters, que la van reelaborar amb la famosa línia de saxo reemplaçada per una guitarra. Van interpretar la cançó en ocasions i van emetre la seva versió com el costat B per a alguns llançaments de "My Hero". El 2007, la cançó es va incloure en la reedició del desè aniversari del seu àlbum The Color and the Shape.
El període de 1977-1982 va produir cançons de rock suau molt memorables que van arribar a les llistes de reproducció dècades després. Aquest gènere va arribar a ser conegut, de vegades pejorativament, com "Yacht Rock", amb aquesta cançó sovint citada com a exemple.

### Right Down the Line

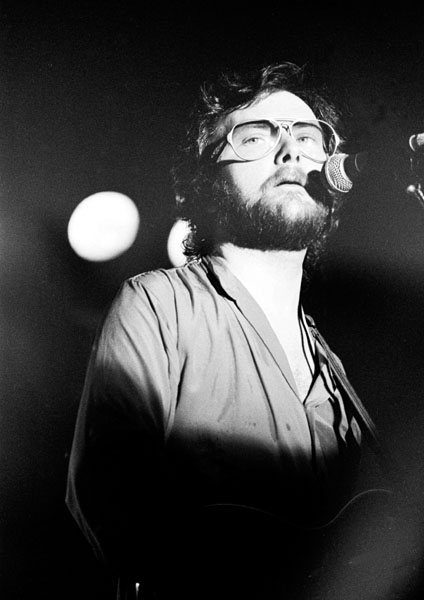
Gerry Rafferty

El senzill va arribar al número 12 dels Billboard Hot 100. La cançó va seguir a l'èxit de "Baker Street". És una de les seves cançons més convencionals, sobre com la seva dona es va quedar amb ell.

### Home and Dry
El senzill va arribar al número 28 dels Billboard Hot 100

### The Ark
La cançó és una suite amb tocs de gospel. La lletra parla sobre la introspecció individual comparant la cerca de la identitat pròpia amb la d'un llarg viatge i assenyala que la destinació de "L'Arca" és extremadament indefinida.

### Whatever's Written in Your Heart
En aquesta cançó Rafferty continua reflexionant i juxtaposant les diferències entre la vida urbana i la vida pastoral, i semblen intents de combinar l'abisme comunicatiu entre un home i una dona.

## Crítiques musicals
El crític musical Robert Christgau va fer una ressenya positiva sobre el disc. El va qualificar com a "Un àlbum miraculosament homogeni, tret de la tornada de saxo de “Baker Street”, ni la veu ni l'instrument no arrosseguen el flux d'axiomes i ganxos sensibles aconseguits amb tnat d'esforç". El va puntuar amb una C+.
En una critica retropectiva el portal Allmusic també va elogiar l'àlbum i va destacar que "cada cançó irradia la confiança d'un mestre artesà que navega en el seu millor moment, construint dolços pop brillants amb el suport de primera classe mentre espera la crisi de la civilització." I defineix Baker Street com una de les millors cançons pop de la història. El va puntuar amb 4 estrelles i mitja sobre cinc.
El portal Classic Rock destacava positivament la influència dels Beatles en Rafferty i la versabilitat de la seva veu que "posseïa el registres més dolços de McCartney i la passió crua de Lennon."

## Llista de cançons
Totes les cançons foren escrites i compostes per Gerry Rafferty. 
| Núm. | Títol                              | Durada |
| ---- | ---------------------------------- | ------ |
| 1.   | «The Ark»                          | 5:36   |
| 2.   | «Baker Street»                     | 6:06   |
| 3.   | «Right Down the Line»              | 4:28   |
| 4.   | «City to City»                     | 4:51   |
| 5.   | «Stealin' Time»                    | 5:39   |
| 6.   | «Mattie's Rag»                     | 3:28   |
| 7.   | «Whatever's Written in Your Heart» | 6:30   |
| 8.   | «Home and Dry»                     | 4:52   |
| 9.   | «Island»                           | 5:04   |
| 10.  | «Waiting for the Day»              | 5:26   |